# Hattemager
En hattemager er en person der fremstiller hatte. Allerede i 1363 blev der registreret et hattemagerlaug i Nürnberg. I lighed med mange andre håndværkserhverv blev det i høj grad udkonkurreret af industriel produktion. I dag er hattemagerfaget karakteriseret som "bevaringsværdigt" både i Norge og Tyskland sådan at fagkundskab holdes i hævd og det er mulig at få en uddannelse i faget.
Titlen hattemager bruges af håndværkere som både laver og sælger hatte – i første omgang snakker man da om hatte til mænd. Hatte til kvinder bliver normalt fremstillet af en modist. Hattemagere bruger materialer som filt, lærred, tekstil, læder, pels eller strå som råvarer til at fremstille og forme de hovedbeklædninger som skal produceres.
Verdens ældste stadig fungerende hattemager er James Lock & Co., som blev grundlagt 1676. En anden berømt producent er Borsalino i Italien, der er særligt kendte for deres fedorahatte. I Danmark findes hatteforretningen Petitgas, der blev grundlagt i 1857, på Købmagergade i København.
I Lewis Carrolls børnebog Alice i Eventyrland fra 1865 optræder figuren Den Gale Hattemager, som optræder temmelig forvirret og til tider sindssyg. Op igennem 1800-tallet brugte man ofte kviksølv til polering af filthatte, hvilket giver hjerneskader.